# Hordeolum internum
Een hordeolum internum is een acute ontsteking van een in het ooglid gelegen klier van Meibom. 
Een hordeolum internum moet worden onderscheiden van een hordeolum externum, dat een ontsteking van een klier van Zeis is en veel vaker voorkomt. De klachten zijn wel vergelijkbaar. Bij een hordeolum internum is er sprake van een pijnlijk rood knobbeltje, dat in tegenstelling tot bij een hordeolum externum aan de conjunctivale zijde van het ooglidrand is gelegen, en niet aan de huidzijde.
Door het verstopt raken van de uitvoergang kan de klier van Meibom zijn product niet meer kwijt, waardoor het zich ophoopt in de klier en wat leidt tot ontstekingsverschijnselen. Dit kan bijvoorbeeld gebeuren door het dragen van kunstwimpers. Een hordeolum internum kan op dezelfde manier genezen als een hordeolum externum. Het hordeolum vormt een abces en de pus ontlast zich na perforatie. Een hordeolum internum gaat echter regelmatig over in een chalazion.
Het natuurlijk genezingsproces van een beginnend hordeolum internum kan worden bespoedigd door het aanbrengen van natte, warme kompressen op het gesloten oog. Dit kan bijvoorbeeld door 2-3x daags gedurende vijftien minuten een in heet water (zodat de ellebooghuid dit kan verdragen) gedrenkte schone zakdoek op het zieke ooglid te leggen. Vaak worden oogdruppels met antibiotica voorgeschreven. Of dit het genezingsproces beïnvloedt is twijfelachtig - in de ontsteking zelf dringen ze niet door.